# Margaret Furse
Pour les articles homonymes, voir Furse.
Alice Margaret Watts, connue sous le nom Margaret Furse, (née le 18 février 1911 à Londres et morte le 8 juillet 1974  dans la même ville) est une costumière de cinéma anglaise.

## Biographie
Margaret Furse (du nom de son premier époux, le costumier et directeur artistique Roger K. Furse) débute au cinéma comme assistante-costumière de son mari sur Henry V de (et avec) Laurence Olivier, sorti en 1944. Jusqu'en 1973, elle collabore à une quarantaine de films, majoritairement britanniques (auxquels s'ajoutent plusieurs films américains ou coproductions).
Parmi ses films notables, mentionnons Oliver Twist de David Lean (1948, avec Alec Guinness et Robert Newton), Le Corsaire rouge de Robert Siodmak (1952, avec Burt Lancaster et Nick Cravat), Becket de Peter Glenville (1964, avec Richard Burton et Peter O'Toole), ou encore Anne des mille jours de Charles Jarrott (1969, avec Richard Burton et Geneviève Bujold).
Sa dernière contribution est pour un téléfilm britannique diffusé en 1975 — l'année suivant sa mort d'un cancer du sein —, Il neige au printemps de George Cukor (avec Katharine Hepburn et Laurence Olivier).
Durant sa carrière, elle obtient cinq nominations au British Academy Film Award des meilleurs costumes (dont un gagné en 1965 pour Becket) et six nominations à l'Oscar dans la même catégorie (dont un gagné en 1970 pour Anne des mille jours). De plus, le téléfilm pré-cité lui vaut un Emmy Award des meilleurs costumes à titre posthume.

## Filmographie partielle
(films britanniques, sauf mention contraire)
- 1944 : Henry V (The Chronicle History of King Henry the Fift with His Battell Fought at Agincourt in France) de Laurence Olivier
- 1945 : César et Cléopâtre (Caesar and Cleopatra) de Gabriel Pascal
- 1946 : Les Grandes Espérances (Great Expectations) de David Lean
- 1948 : Oliver Twist de David Lean
- 1948 : Blanche Fury de Marc Allégret
- 1949 : Les Amants passionnés (The Passionate Friends) de David Lean
- 1950 : Moineau de la Tamise (The Mudlark) de Jean Negulesco (film américano-britannique)
- 1950 : Les Forbans de la nuit (Night and the City) de Jules Dassin
- 1950 : Madeleine de David Lean
- 1951 : Le Voyage fantastique (No Highway) d'Henry Koster
- 1951 : The House in the Square de Roy Ward Baker
- 1952 : Le Corsaire rouge (The Crimson Pirate) de Robert Siodmak (film américain)
- 1953 : Le Vagabond des mers (The Master of Ballantrae) de William Keighley (film américain)
- 1954 : L'Homme au million (The Million Pound Note) de Ronald Neame
- 1957 : Alerte en Extrême-Orient (Windom's Way) de Ronald Neame
- 1957 : Faux Policiers (The Secret Place) de Clive Donner
- 1958 : L'Auberge du sixième bonheur (The Inn of the Sixth Happiness) de Mark Robson (film américain)
- 1960 : Amants et Fils (Sons and Lovers) de Jack Cardiff
- 1960 : L'Enlèvement de David Balfour (Kidnapped) de Robert Stevenson (film américain)
- 1961 : The Horsemasters de William Fairchild (téléfilm américain)
- 1961 : Bobby des Greyfriars (Greyfriars Bobby) de Don Chaffey (film américain)
- 1962 : Le Prince et le Pauvre
- 1962 : Les Enfants du capitaine Grant (In Search of the Castaways) de Robert Stevenson (film américain)
- 1964 : Quand l'inspecteur s'emmêle (A Shot in the Dark) de Blake Edwards (film américano-britannique)
- 1964 : Becket de Peter Glenville (film américano-britannique)
- 1964 : Les Trois Vies de Thomasina (The Three Lives of Thomasina) de Don Chaffey (film américano-britannique)
- 1965 : Le démon est mauvais joueur (Return from the Ashes) de J. Lee Thompson
- 1965 : Le Jeune Cassidy (Young Cassidy) de Jack Cardiff et John Ford (film américano-britannique)
- 1966 : L'Ombre d'un géant (Cast a Giant Shadow) de Melville Shavelson
- 1966 : L'Aventure sauvage (The Trap)  de Sidney Hayers (film britanno-canadien)
- 1968 : Le Lion en hiver (The Lion in Winter) d'Anthony Harvey
- 1968 : La Grande Catherine (Great Catherine) de Gordon Flemyng
- 1969 : Anne des mille jours (Anne of the Thousand Days) de Charles Jarrott
- 1969 : Davey des grands chemins (Sinful Davey) de John Huston
- 1970 : Scrooge de Ronald Neame
- 1971 : Marie Stuart, Reine d'Écosse (Mary, Queen of Scots) de Charles Jarrott
- 1973 : Bequest to the Nation de James Cellan Jones
- 1973 : A Delicate Balance de Tony Richardson (film américano-britanno-canadien)
- 1975 : Il neige au printemps (Love among the Ruins) de George Cukor (téléfilm britannique)

## Distinctions

### Récompenses
- BAFTA 1965 : British Academy Film Award des meilleurs costumes, catégorie couleur, pour Becket
- Oscars 1970 : Oscar de la meilleure création de costumes pour Anne des mille jours
- Creative Arts Emmy Awards 1975 : à titre posthume, pour le téléfilm Il neige au printemps

### Nominations
- Oscar de la meilleure création de costumes :
  - En 1952, catégorie noir et blanc, pour Moineau de la Tamise
  - En 1965, catégorie couleur, pour Becket
  - En 1969, pour Le Lion en hiver
  - En 1971, pour Scrooge
  - Et en 1972, pour Marie Stuart, Reine d'Écosse

- British Academy Film Award des meilleurs costumes :
  - En 1966, catégorie couleur, pour Quand l'inspecteur s'emmêle et Le Jeune Cassidy
  - En 1969, pour Le Lion en hiver
  - Et en 1971, pour Anne des mille jours